# Siboglinum oregoni
Siboglinum oregoni är en ringmaskart som beskrevs av Southward 1972. Siboglinum oregoni ingår i släktet Siboglinum och familjen skäggmaskar. Inga underarter finns listade i Catalogue of Life.